# Anomala densepunctata
Anomala densepunctata är en skalbaggsart som beskrevs av Frey 1971. Anomala densepunctata ingår i släktet Anomala och familjen Rutelidae. Inga underarter finns listade i Catalogue of Life.